# Prospodium kisimovae
Prospodium kisimovae är en svampart som beskrevs av Berndt 2002. Prospodium kisimovae ingår i släktet Prospodium och familjen Uropyxidaceae.   Inga underarter finns listade i Catalogue of Life.